# 湯浅邦弘
湯浅 邦弘（ゆあさ くにひろ、1957年4月3日 - ）は、日本の中国哲学研究者。大阪大学名誉教授。

## 経歴
1957年、島根県出雲市生まれ。1976年に島根県立出雲高等学校を卒業し、、島根大学教育学部国語専攻に入学。1980年に卒業し、大阪大学大学院文学研究科へ入学。中国哲学を専攻し、1985年に博士課程を中途退学。
その後は、大阪大学助手に採用。1986年10月、北海道教育大学助手となった。1987年10月、同講師に昇格。1988年、島根大学教育学部講師となり、1989年に助教授昇格。1995年、大阪大学文学部助教授に転じた。1997年、学位論文『中国古代軍事思想史の研究』を大阪大学に提出して文学博士号を取得。2000年より教授。2009年より、大阪大学文学研究科懐徳堂研究センター長を兼務した。2023年3月に大阪大学を定年退職し、名誉教授となった。

## 研究内容・業績
中国哲学を専門とし、特に「清華簡」「上博楚簡」「銀雀山漢簡」といったの新出竹簡を活用して中国古代思想史を研究している。博士論文では『孫子』などの軍事思想を扱った。また、大阪大学の源流である「懐徳堂」をについても研究があり、2009年からは研究センター長を務めていた。学界では、加地伸行の後任として、大阪大学中国学会の機関誌『中国研究集刊』の主編者を長く務めた。国際的な学術交流にも積極的に取り組んでいる。一般向け書籍も多数ある。

## 受賞・栄典
- 2021年：中央政策研究所 第3回「学術貢献賞」[6]

## 著書
単著
- 『中国古代軍事思想史の研究』研文出版 1999
- 『よみがえる中国の兵法』大修館書店 あじあブックス 2003
- 『戦いの神 中国古代兵学の展開』研文出版 2007
- 『孫子・三十六計　ビギナーズ・クラシックス中国の古典』角川ソフィア文庫 2008
- 『墨の道印の宇宙 懐徳堂の美と学問』大阪大学出版会「阪大リーブル 懐徳堂」 2008
- 『諸子百家 儒家・墨家・道家・法家・兵家』中公新書 2009
- 『中国古典に探す座右の銘』角川SSC新書 2010
- 『故事成語の誕生と変容』角川叢書 2010
- 『菜根譚 中国の処世訓』中公新書 2010
- 『孫子の兵法入門』角川選書 2010
- 『中國出土文獻研究 上博楚簡與銀雀山漢簡』花木蘭文化出版社 2012
- 『論語 真意を読む』中公新書 2012
- 『孫子　生き抜くための智略がある 100分de名著』日本放送協会編、NHK出版 2014[7]
  - 『老子×孫子　「水」のように生きる　100分de名著』 NHK出版 2015[8]
- 『洪自誠　菜根譚　逆境こそ、自分を鍛える時だ　100分de名著』 日本放送協会編、NHK出版、2014[9]
  - 『菜根譚×呻吟語　成功から学ぶのか、失敗から学ぶのか』 NHK出版 2017[10]
- 『菜根譚　ビギナーズ・クラシックス中国の古典』角川ソフィア文庫 2014
- 『竹簡学　中国古代思想の探究』大阪大学出版会 2014
- 『入門 老荘思想』ちくま新書 2014
- 『軍国日本と『孫子』』ちくま新書 2015
- 『このせちがらい世の中で誰よりも自由に生きる 自己啓発の到達点「老子」「荘子」の考え』宝島社 2015
- 『超入門「中国思想」』大和書房〈だいわ文庫〉 2016
- 『懐徳堂の至宝』大阪大学出版会「大阪大学総合学術博物館叢書」 2016
- 『孫子の兵法』角川ソフィア文庫 2017
- 『貞観政要　中国の古典』角川ソフィア文庫 2017
- 『呻吟語　中国の古典』角川ソフィア文庫 2017
- 『荀子　中国の古典』角川ソフィア文庫 2020
- 『中国の世界遺産を旅する　響き合う歴史と文化』中公新書ラクレ 2018
- 『人生に効く『菜根譚』』角川書店 2020
- 『世界は縮まれり 西村天囚『欧米遊覧記』を読む』KADOKAWA 2022

編著・共著・共編
- 『懐徳堂事典』編著 大阪大学出版会 2001、新版2016
- 『諸子百家〈再発見〉 掘り起こされる古代中国思想』浅野裕一共編 岩波書店 2004
- 『懐徳堂の歴史を読む 懐徳堂アーカイブ』竹田健二編共編著 大阪大学出版会 2005
- 『懐徳堂研究』 汲古書院 2007
- 『上博楚簡研究』編 汲古書院 2007
- 『江戸時代の親孝行』編著 大阪大学出版会「阪大リーブル 懐徳堂」 2009
- 『概説中国思想史』編著 ミネルヴァ書房 2010
- 『名言で読み解く中国の思想家』編著 ミネルヴァ書房 2012
- 『清華簡研究』汲古書院 2017
- 『教養としての中国古典』ミネルヴァ書房 2018
- 『中国思想基本用語集』ミネルヴァ書房 2020
- 『儒教の名句 「四書句辨」を読み解く』編 汲古書院（上下） 2020-2021
- 『神話世界と古代帝国』〈アジア人物史 1〉集英社 2023[11]

翻訳
- 『鑑賞中国の古典（2） 論語』加地伸行・宇佐美一博と共編訳、角川書店 1987
- 劉文英『中国の夢判断』東方書店 1997

監修
- 『「菜根譚」叢書』大空社 2012-2013
- 『「孫子」叢書』大空社 2013
- 『チコちゃんと学ぶ チコっと孫子 困難を上手にのりこえるヒント！』河出書房新社 2022